# عبد المرزوق اليوحة
عبد المرزوق اليوحة (مواليد 23 نوفمبر 1968) هو لاعب قوى كويتي متخصص في الوثب الثلاثي. شارك في منافسات الوثب الثلاثي للرجال في الألعاب الأولمبية الصيفية 1988 والألعاب الأولمبية الصيفية 1992.

## وصلات خارجية
- Abdul Marzouk Al-Yoha على موقع الاتحاد الدولي لألعاب القوى (الإنجليزية)
- Abdul Marzouk Al-Yoha على موقع أوليمبيديا (الإنجليزية)